# Omul-păianjen 2
Omul-păianjen 2  (în engleză: Spider-Man 2) este un film SF american cu supereroi din 2004 regizat de Sam Raimi. În rolurile principale joacă actorii  Tobey Maguire, Kirsten Dunst, James Franco, Alfred Molina, Rosemary Harris și Donna Murphy.

## Prezentare
Omul-păianjen îl are ca adversar principal pe Dr. Octopus. Acesta este un om de știința care a realizat cea mai puternică baterie din lume. Aceasta poate înlocui Soarele, dar în urma unui experiment eșuat, o explozie îl deformează, acum având șase brațe!

## Distribuție
- Tobey Maguire ca Peter Parker / Spider-Man
- Kirsten Dunst ca Mary Jane Watson
- James Franco ca Harry Osborn
- Alfred Molina ca Dr. Otto Octavius / Doctor Octopus
- Rosemary Harris ca May Parker
- J.K. Simmons ca J. Jonah Jameson
- Donna Murphy ca Rosalie Octavius
- Daniel Gillies ca  John Jameson
- Dylan Baker ca Dr. Curt Connors
- Willem Dafoe ca Norman Osborn / Green Goblin
- Mageina Tovah ca Ursula Ditkovich